# Liste der Ramsar-Gebiete in Palau
Das Ramsar-Gebiet in Palau ist nach der 1971 beschlossenen Ramsar-Konvention eine besondere Schutzzone für ein natürliches Feuchtgebiet auf dem Territorium des Landes. Ramsar-Gebiete besitzen gemäß dem Anliegen dieses völkerrechtlichen Vertrags eine hohe Bedeutung und dienen insbesondere dem Erhalt der Lebensräume von Wasser- und Watvögeln.

## Liste
| \| Lake Ngardok \| |
| Lake Ngardok       |

| Lake Ngardok |